# Pollachius
Pollachius – rodzaj ryb z rodziny dorszowatych (Gadidae).

## Występowanie
Północny Ocean Atlantycki i przyległe morza, głównie w strefie przybrzeżnej na głębokościach do 200 m.

## Klasyfikacja
Gatunki zaliczane do tego rodzaju:
- Pollachius pollachius – rdzawiec[3]
- Pollachius virens – czarniak[4]

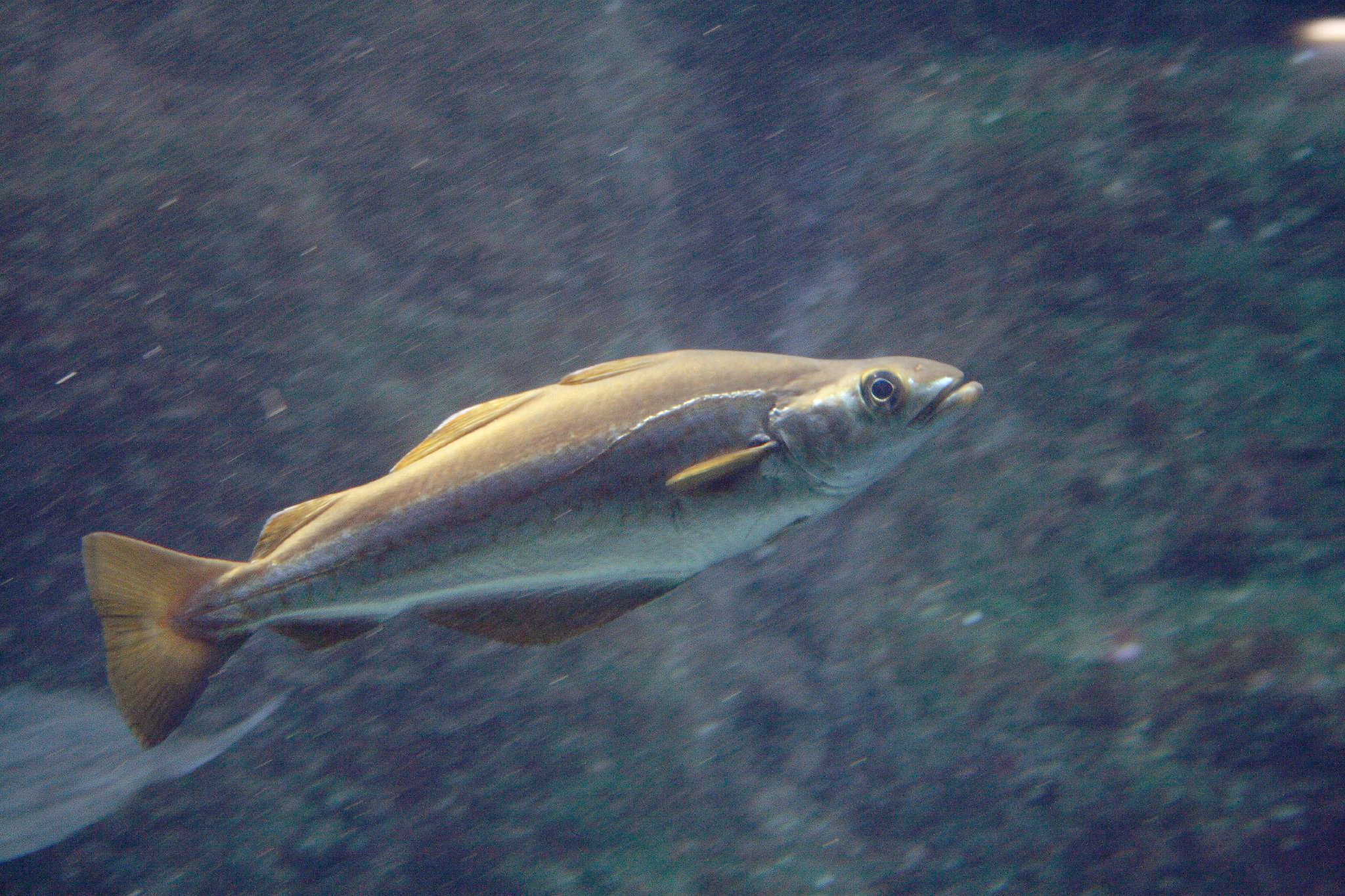
Pollachius pollachius